# Doosan
Doosan est un conglomérat sud-coréen, un chaebol, spécialisé dans les bâtiments et travaux publics, l'armement et l'industrie lourde. Doosan s'est spécialisé dans des secteurs similaires à Alstom, Siemens et General Electric, qui sont ses principaux concurrents.

## Histoire
Ces dernières années Doosan a procédé à un grand nombre d'acquisitions, toutes plus ou moins situées dans l'industrie lourde.
En 2001, elle a acquis Korea Heavy Industries and Construction qui est devenue Doosan Heavy Industries & Construction, sa filiale spécialisée dans le matériel pour l'industrie lourde, notamment pour la production énergétique et la désalinisation. 
En 2004, elle a acquis Koryeo Industrial Development. En 2005, elle a acquis Daewoo Heavy Industries & Machinery, qui est devenue sa filiale Doosan Infracore, spécialisée dans le matériel de construction.
En 2006, elle a acquis Mitsui Babcock, devenue Doosan Babcock, ainsi que l'entreprise roumaine IMGB spécialisée dans le matériel de métallurgie. En 2007, elle a acquis Bobcat Company, l'ancien leader mondial dans le matériel léger de constructions, qui a été absorbé dans sa filiale Doosan Infracore. Parmi les entreprises françaises acquises par ce biais, figure Montabertrevendu en 2015.
En 2008, elle a acquis Moxy Engineering, une entreprise norvégienne, ainsi que Advanced Technology Lubben, une entreprise allemande spécialisée dans le matériel de manutention. En 2009, elle a acquis Skoda Power, spécialisée dans la production énergétique.
En août 2014, elle a acquis Circuit Foil Luxembourg, spécialisée dans la fabrication de feuilles de cuivre électrolytique (à destination principalement des fabricants de circuits imprimés)
En mai 2016, General Electric acquiert Doosan Engineering and Construction, filiale de construction d'éléments de centrales électriques de Doosan, pour 250 millions de dollars.

## Activités

### Armement

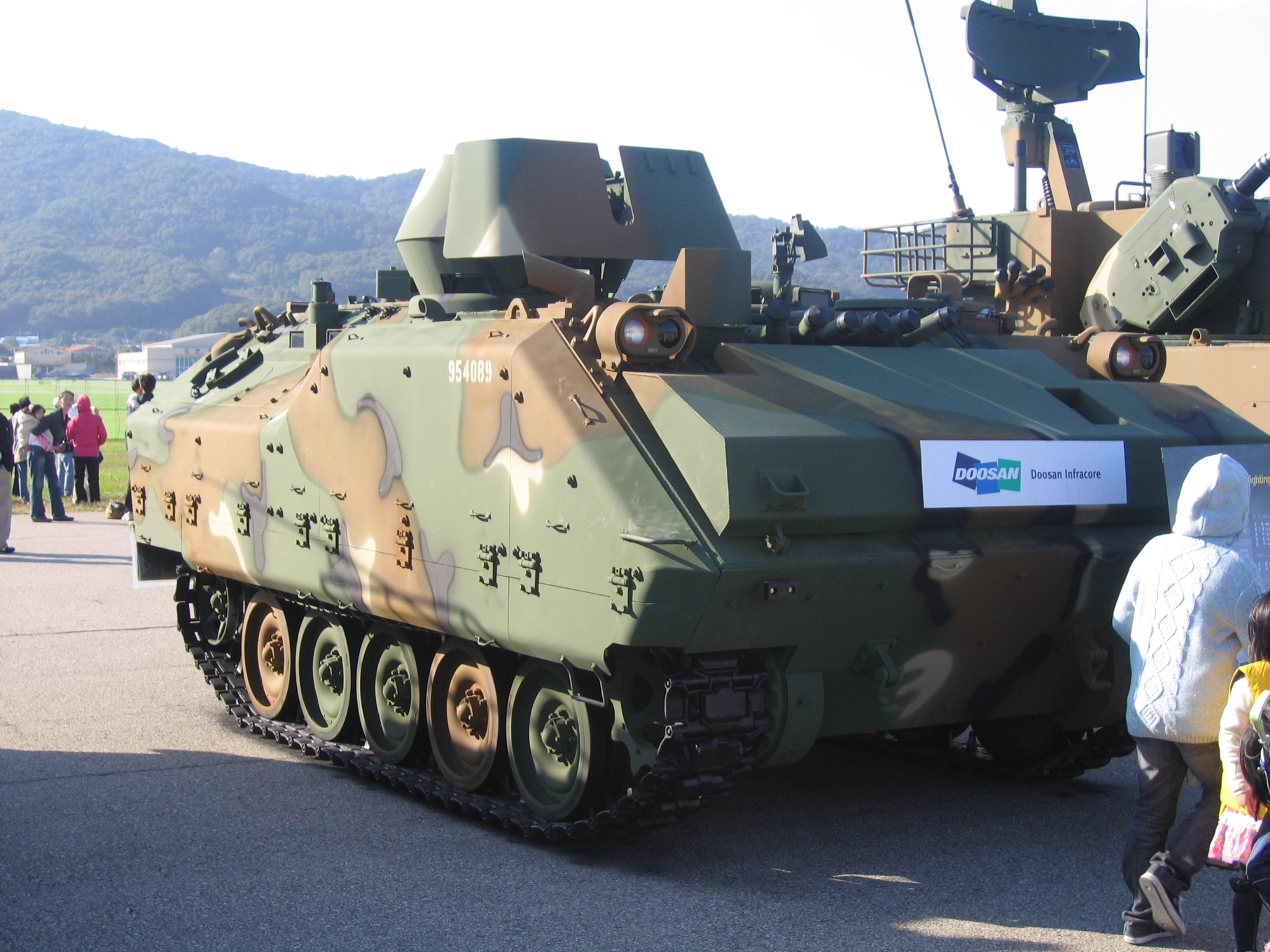
Un K200 KIFV Doosan de l'armée sud-coréenne.

La filiale du groupe pour l'armement se nomme Doosan DST. Elle fabrique des armes, véhicules militaires et engins explosifs.

### Bâtiment et travaux publics

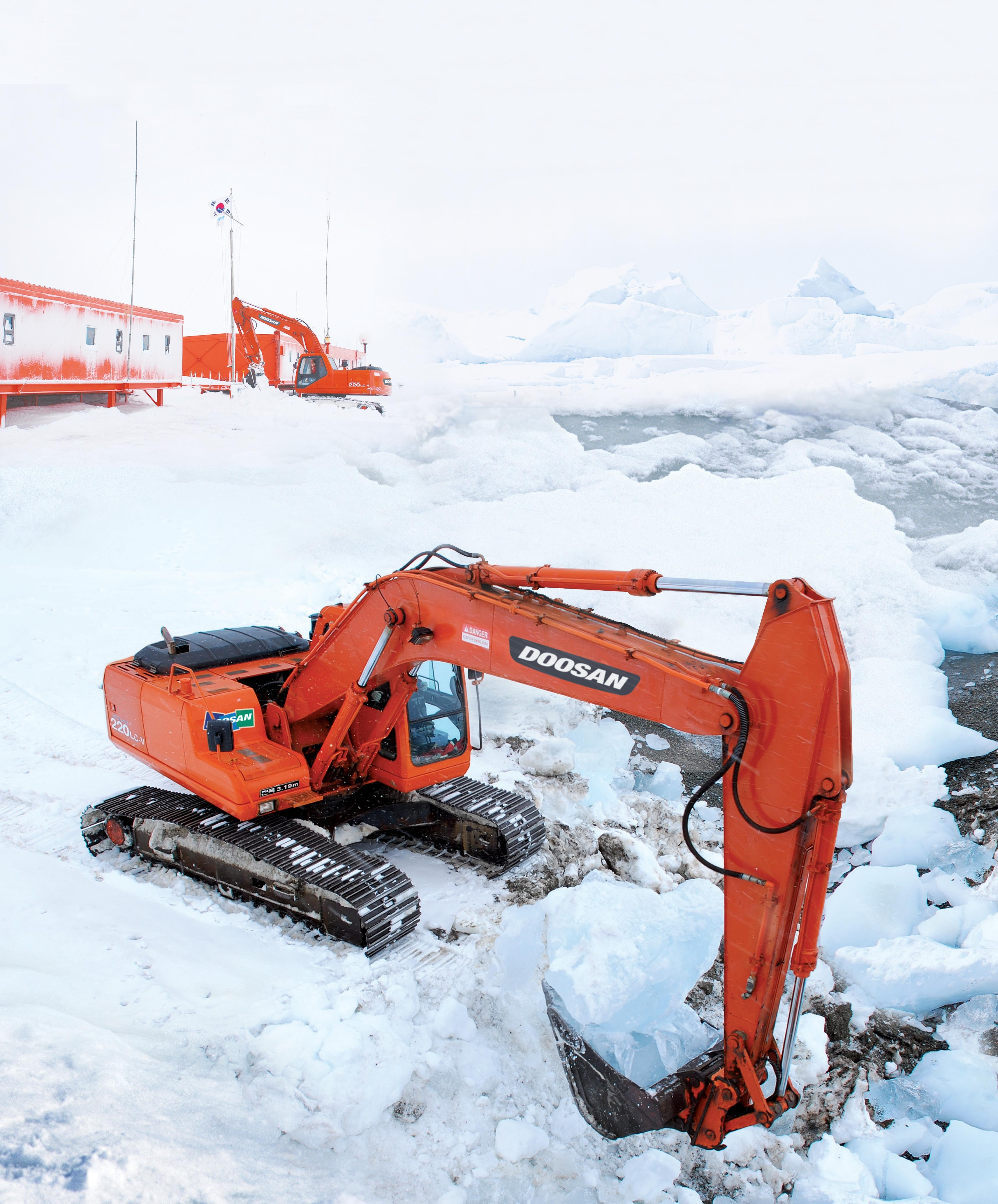
Une pelleteuse Doosan.

La filiale du groupe pour le bâtiment et les travaux publics se nomme Doosan InfraCore. Elle produit des engins de chantier et instruments de forage.
En juillet 2007, Doosan Infracore a racheté au groupe américain Ingersoll Rand, sa branche construction Clark Equipment et Bobcat.

### Industrie lourde
La filiale du groupe pour l'industrie lourde se nomme Doosan Heavy Industries & Construction. Elle construit des centrales nucléaires ou des usines de désalinisation.
Industrie 
Doosan est aussi connue pour ses machines d'usinage CNC pour l'industrie